# Swansong
Swansong – piąty album studyjny brytyjskiej grupy muzycznej Carcass. Wydawnictwo ukazało się 30 czerwca 1996 roku nakładem wytwórni muzycznej Earache Records już po rozwiązaniu formacji w listopadzie 1995 roku.
W ramach promocji do utworu "Keep On Rotting In The Free World" został zrealizowany teledysk. Płyta została nagrana z nowym gitarzystą Carlo Regadasem, który występował poprzednio w grupie Devoid.

## Lista utworów
Opracowano na podstawie materiału źródłowego.
1. "Keep On Rotting in the Free World" (Walker) - 03:42
2. "Tomorrow Belongs to Nobody" (Steer, Walker) - 04:17
3. "Black Star" (Regadas, Walker) - 03:29
4. "Cross My Heart" (Steer, Walker) - 03:33
5. "Child's Play" (Steer, Walker) - 05:43
6. "Room 101" (Steer, Walker) - 04:35
7. "Polarized" (Regadas, Steer, Walker) - 04:02
8. "Generation Hexed" (Steer, Walker) - 03:48
9. "Firm Hand" (Regadas, Walker) - 05:22
10. "R**k the Vote" (Walker) - 03:53
11. "Don't Believe a Word" (Steer, Walker) - 03:57
12. "Go to Hell" (Walker) - 03:24

## Twórcy
Opracowano na podstawie materiału źródłowego.
| - Bill Steer - gitara, śpiew, aranżacje - Carlo Regadas - gitara, aranżacje - Jeff Walker - gitara basowa, śpiew, aranżacje - Ken Owen - perkusja, aranżacje - Colin Richardson - produkcja muzyczna, miksowanie | - Steven Harris - inżynieria dźwięku - Barney Herbert - asystent inżyniera dźwięku - Jim Brumby - asystent inżyniera dźwięku - Nick Brine - asystent inżyniera dźwięku - Noel Summerville - mastering |

## Wydania
| Rok  | Nr katalogowy | Format                    | Wytwórnia       | Region            | Źródło |
| ---- | ------------- | ------------------------- | --------------- | ----------------- | ------ |
| 1995 | MOSH 160 CD   | CD, Album                 | Earache Records | Wielka Brytania   | [ 6 ]  |
| 1995 | MOSH 160CD    | CD, Album                 | Earache Records | Australia         | [ 6 ]  |
| 1995 | MOSH 160      | Cass, Album               | Earache Records | Wielka Brytania   | [ 6 ]  |
| 1995 | MOSH 160      | LP, Album                 | Earache Records | Wielka Brytania   | [ 6 ]  |
| 1996 | TFCK-88789    | CD                        | Toy's Factory   | Japonia           | [ 6 ]  |
| 2008 | MOSH 1602     | CD, Album, Ltd + DVD, Ltd | Earache Records | Stany Zjednoczone | [ 6 ]  |
| 2008 | MOSH160CDD    | Hybrid, DualDisc, RE, RM  | Earache Records | Wielka Brytania   | [ 6 ]  |